# Ітеро-дель-Кастильйо
Ітеро-дель-Кастильйо (ісп. Itero del Castillo) — муніципалітет в Іспанії, у складі автономної спільноти Кастилія-і-Леон, у провінції Бургос. Населення — 99 осіб (2010).
Муніципалітет розташований на відстані близько 210 км на північ від Мадрида, 37 км на схід від Бургоса.

## Демографія
Динаміка населення (INE ):